# Квинслендский пилорыл
Квинслендский пилорыл (лат. Pristis clavata) — вид рыб рода пилорылов семейства пилорылых скатов отряда пилорылообразных. Эти скаты обитают в тропических прибрежных водах Индо-Тихоокеанской области между 10 ° с. ш. и 22 ° ю. ш. Встречаются на мелководье на глубине до 20 м, заплывают в солоноватые и пресные воды. Максимальная зарегистрированная длина 318 см. Длинный плоский вырост рыла квинслендских пилорылов обрамлён по бокам зубцами одинаковой величины и имеет сходство с пилой. Внешне пилорылы больше похожи на акул, чем на скатов. У них удлинённое тело, имеются 2 спинных плавника и хвостовой плавник с развитой верхней лопастью.
Подобно прочим пилорылым скатам квинслендские пилорылы размножаются яйцеживорождением. Эмбрионы развиваются в утробе матери, питаясь желтком. Рацион состоит из донных беспозвоночных и мелких рыб. Вид считается вымирающим.

## Таксономия
Впервые вид был научно описан в 1906 году Самуэлем Гарманом. Типовым образцом был назначен самец длиной 61,9 см, который хранился в растворе, содержащем медь, вызвавшая изменение его цвета. Вероятно, поэтому учёный описал окраску нового вида как оливково-зелёную, в то время как квинслендские пилорылы обычно коричневые или желтовато-коричневые. Видовой эпитет происходит от слова лат. clavus — «гвоздь».
Скатов, принадлежащих к роду пилорылов условно разделяют на две группы с крупными и мелкими зубцами «пилы». Пилорылы с мелкими зубьями образуют комплекс видов Pristis pectinata (P. clavata, P. pectinata и P. zijsron), а с крупными — комплекс Pristis pristis (P. microdon, P. perotteti и P. pristis), который нуждается в дальнейших таксономических исследованиях. Вероятно, пилорылы с мелкими зубцами являются не отдельными видами, а подвидами либо представителями субпопуляций одного и того же вида, имеющего глобальное распространение. Генетически доказано существование трёх основных клад (Атлантической, Индо-Тихоокеанской и восточно-Тихоокеанской), однако они не соответствуют текущим ареалам видов пилорылов, относящихся к группе с мелкими зубцами.

## Ареал
Квинслендские пилорылы были широко распространены в тропических водах Индийского и западной части Тихого океанов: вдоль побережья Южной Африки, в Красном море, В Персидском заливе, у берегов Южной Азии, Индо-Австралийского архипелага и Восточной Азии вплоть до Тайваня и юга Китая. Среди всех пилорылов этот вид наиболее терпим к прохладной воде. Например, в водах Австралии зелёные пилорылы попадаются у Сиднея, тогда как ареал прочих заканчивается гораздо севернее. В Красном море и в Персидском заливе эти пилорылы в прежние времена были довольно многочисленны, как у и северно-западного побережья Австралии. В настоящее время их можно встретить у берегов Бахрейна, Эритреи, Индонезии, Папуа — Новой Гвинеи, Кении, Малайзии, Катара, Судана, Тимор-Лесте и ОАЭ. Вероятно, они полностью исчезли из прежних мест обитания, расположенных в водах Маврикия, ЮАР и Таиланда. Эти рыбы держатся в прибрежных водах и эстуариях рек на мелководье, хотя иногда встречаются на глубине свыше 70 м. В заливе Карпентария была поймана самка зелёного пилорыла, 27 лет прожившая в пресной воде на глубине менее 1 м в пределах двухсотметровой береговой линии, покрытой мангровыми зарослями. Другая особь была обнаружена на Северной Территории в пресной воде в 240 км от моря.

## Описание

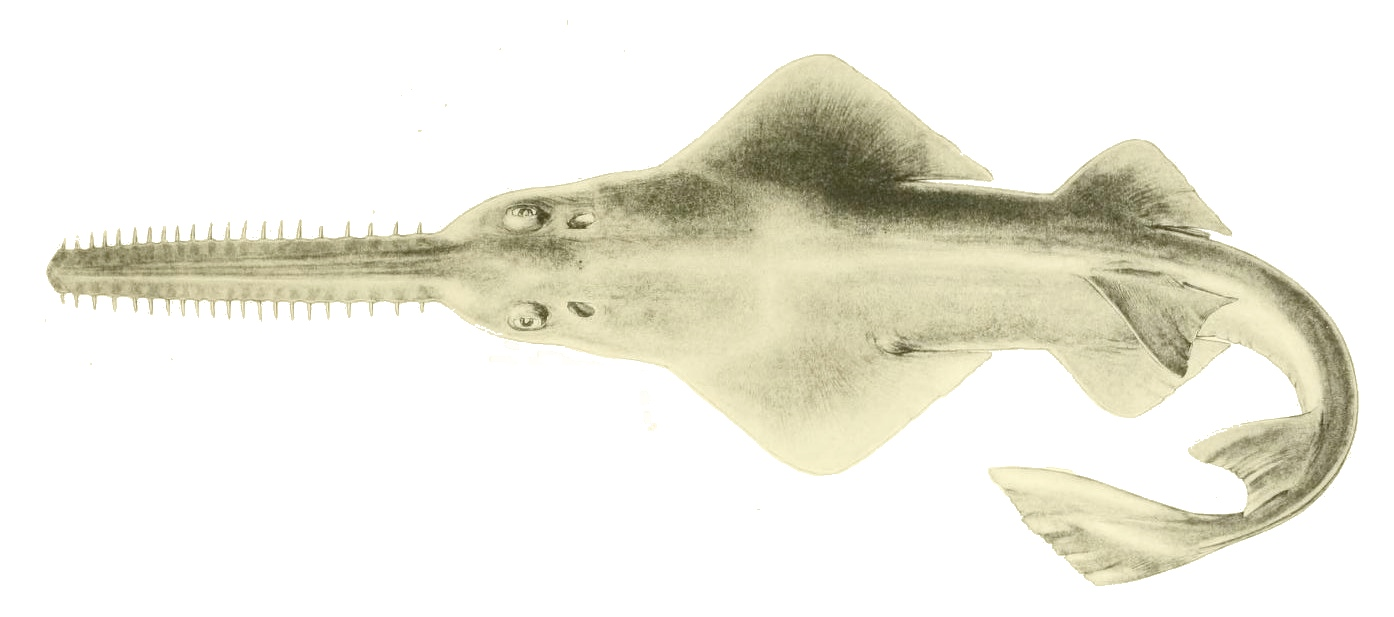
Общий вид Квинслендский пилорыл

Удлинённый плоский рострум квинслендского пилорыла по обе стороны усеян зубовидными выростами. Он покрыт электрорецепторами, улавливающими малейшее движение потенциальной добычи, зарывшейся на дне. Зубья крепко и глубоко закреплены в твёрдой хрящевой ткани и не отрастают заново, будучи повреждены. С каждой стороны расположено от 18 до 22 пар.
У квинслендского пилорыла немного уплощённое длинное тело. Рот, ноздри и жаберные щели, как и прочих скатов, расположены на вентральной поверхности. Во рту имеются небольшие зубы. Позади мелких глаз расположены брызгальца, которые прокачивают воду через жабры и позволяют скатам неподвижно лежать на дне. Анальный плавник отсутствует. Кожа покрыта плакоидной чешуёй.  Имеются 2 довольно крупных спинных плавника примерно одинакового размера, широкие грудные и уступающие им по размеру брюшные плавники треугольной формы, хвостовой плавник с развитой верхней лопастью.
От азиатских пилорылов квинслендские пилорылы отличаются более заострёнными ростральными зубцами, чешуёй, покрывающей всё их тело, расположением первой пары ростральных зубцов у основания рыла, формой рострума (широкая и сильно сужающаяся к концу) и отсутствием развитой нижней лопасти хвостового плавника. От зелёных пилорылов их отличает количество ростральных зубов, которое у первых не существенно больше и составляет от 23 до 37 пар, форма рострума (сужающийся конец), сдвинутая вперёд позиция первого спинного плавника и размер второго спинного плавника и малый размер.
По сравнению с мелкозубыми пилорылами у квинслендских пилорылов первый спинной плавник сдвинут назад, отсутствует нижняя лопасть хвостового плавника, а ростральные зубы расположены ближе друг к другу. От атлантических пилорылов они отличаются вышеперечисленными характеристиками, а также ареалом. У гребенчатых пилорылов в среднем больше ростральных зубцов (по 20-34 пары с каждой стороны против 18-23) и позицией основания первого спинного плавника относительно основаниями брюшных плавников (расположено над ними, а не позади них).
Квинслендские пилорылы — самые мелкие представители своего семейства, их длине не превышает 3,18 м. Окраска дорсальной поверхности тела коричневатого цвета, брюхо желтовато-белое. Иногда плавники немного светлее основного фона.

## Биология
Квинслендские пилорылы — это донные рыбы, питающиеся ракообразными, моллюсками и мелкой рыбой. С помощью рыла в поисках пищи они вскапывают грунт, ранят им жертву, а также обороняются от немногочисленных естественных врагов, которыми являются акулы, например, молотоголовые и тупорылые, и гребнистые крокодилы. Их «пила» усеяна электрорецепторами, помогающими обнаруживать добычу в мутной воде.
Подобно прочим пилорылым скатам квинслендские пилорылы размножаются яйцеживорождением. Оплодотворение внутреннее, эмбрионы развиваются в утробе матери и питаются желтком. Ростральные зубцы новорождённых покрыты оболочкой и достигают окончательного размера по отношению к роструму только после родов. Самцы и достигают половой зрелости при длине около 3 м. Максимальеая продолжительность жизни оценивается в 48 лет.
На квинслендских пилорылах паразитируют разные моногенеи Neoheterocotyle darwinensis и цестоды Floriparicapitus euzeti, Prochristianella clarkeae и Pterobothrium australiense.

## Взаимодействие с человеком

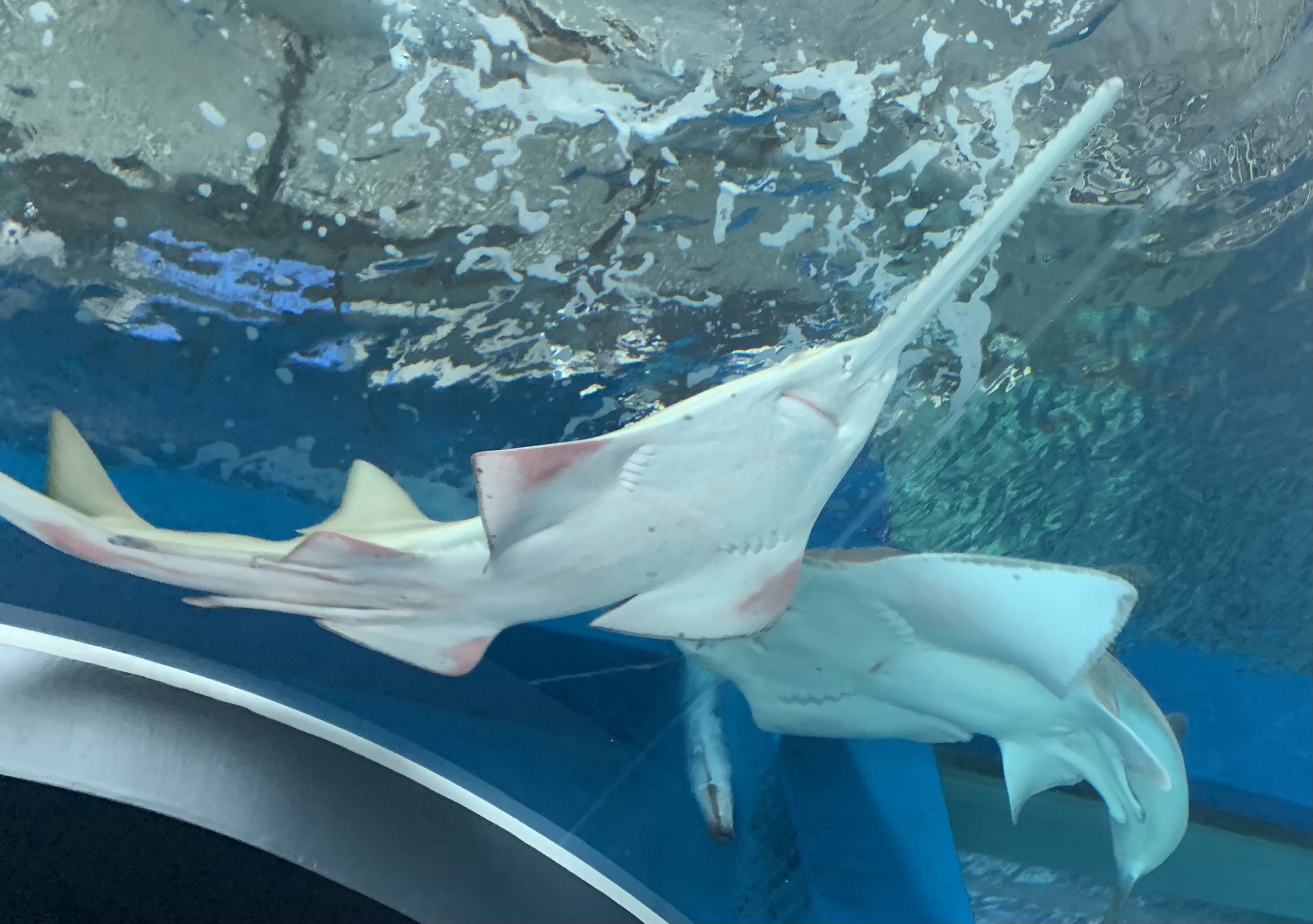
Единственный Квинслендский пилорыл, выведенный в аквариуме

Вопреки мифам пилорылы не представляют опасности для человека. Однако учитывая крупный размер и острые зубья рострума, с этими рыбами следует соблюдать осторожность.
Пилорылы долгое время были объектом коммерческого промысла. Мясо этих рыб, особенно плавники, которые являются ингредиентом знаменитого супа, высоко ценится. Жир печени используют в народной медицине. Цена за рострум может достигать 1000 долларов и более. Зазубренный рострум делает их очень уязвимыми — они могут запутаться в сетях и мусоре, плавающем в воде. Применение в австралийских водах устройств, препятствующих отлову морских черепах позволило снизить численность случайно гибнущих пилорылов. Международный союз охраны природы присвоил виду охранный статус «Вымирающий». С 2007 года торговля всеми видами пилорылых скатов, в том числе их плавниками, мясом, органами, кожей, рострумом и ростральными зубьями, находится под запретом. С 2005 года разводят только в японских аквариумах.